# Spreuerhofstrasse

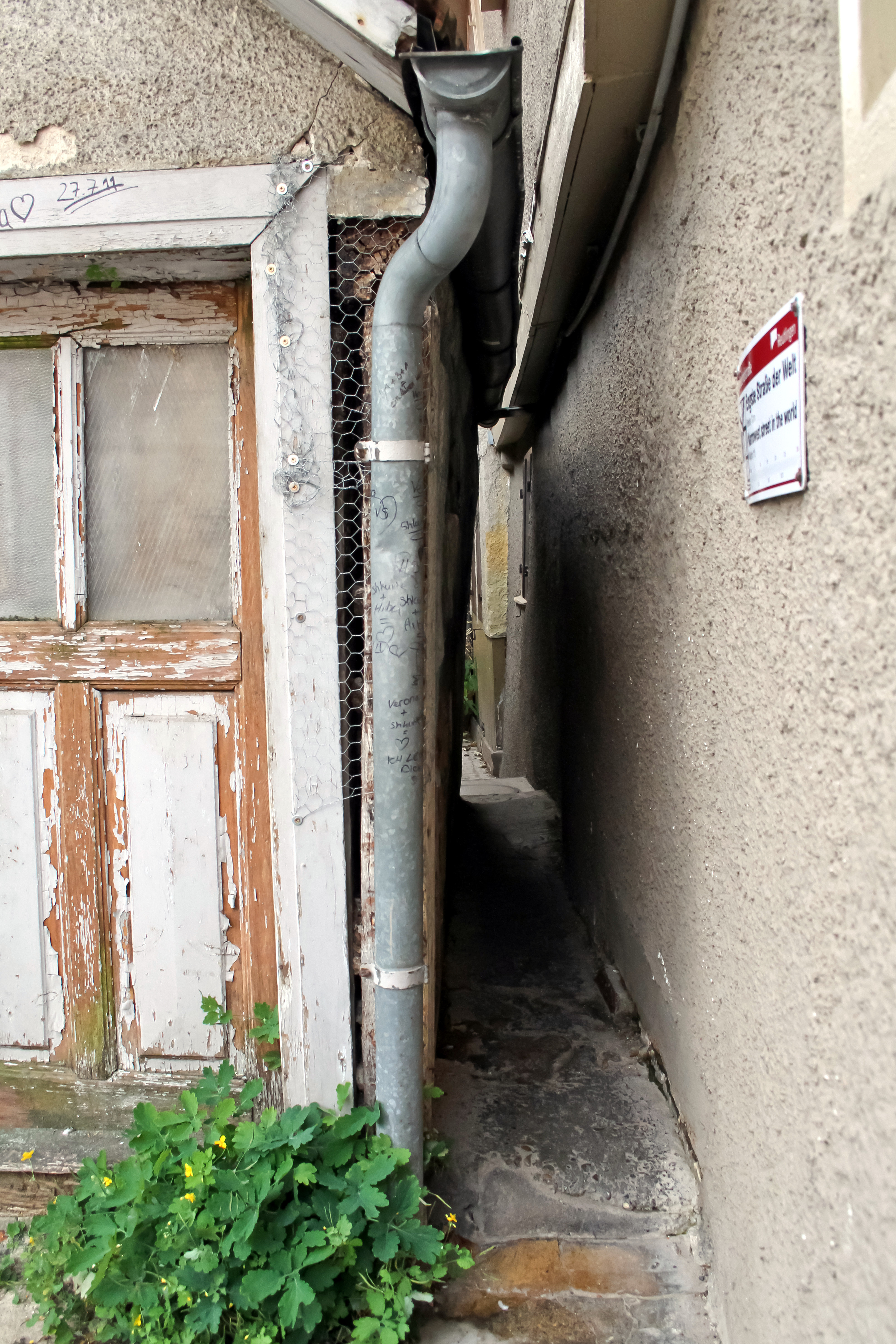
Spreuerhofstrasse

De Spreuerhofstrasse in het centrum van de Duitse stad Reutlingen is officieel de smalste straat ter wereld. De straat is op zijn smalste punt slechts 31 centimeter breed en op zijn breedste punt 50 centimeter breed. De straat die in 1727 aangelegd is, werd in 2007 in het Guinness Book of Records erkend als smalste straat ter wereld.
Eerdere berichten dat de straat zou krimpen, omdat het water langs de muren omlaag loopt waardoor deze uitzetten waardoor de straat uiteindelijk zou verdwijnen, blijken niet juist. De stad heeft voor € 100.000 een pand gekocht langs het steegje waarmee het beide huizen langs de straat in bezit heeft.